# ترکیب خطی اوربیتال‌های اتمی

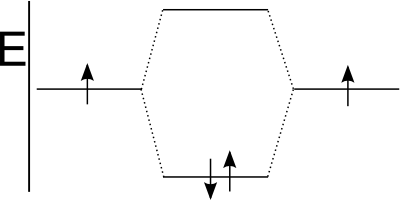
نمایی از نمودار اوربیتال مولکولی سادهٔ دی‌هیدروژن

ترکیب خطی اوربیتال‌های اتمی (به انگلیسی: linear combination of atomic orbitals: LCAO) روشی برای محاسبه اوربیتال‌های مولکولی است. در مکانیک کوانتوم، آرایش الکترونی اتم به وسیلهٔ تابع موج شرح داده می‌شود و چنانچه دو یا چند اتم در یک واکنش شیمیایی شرکت و با هم پیوند بدهند، آرایش الکترونی دگرگون می‌شود و الکترون‌های پس از پیوند را باید در اوربیتال‌های مولکولی به‌جای اوربیتال‌های اتمی در نظر گرفت.
از آن‌جاکه اوربیتال‌های مولکولی، از اوربیتال‌های اتمی ساخته می‌شوند، از دیدگاه ریاضی می‌توان نوشت:
{\displaystyle \ \phi _{i}=c_{1i}\chi _{1}+c_{2i}\chi _{2}+c_{3i}\chi _{3}+\cdots +c_{ni}\chi _{n}}
یا
{\displaystyle \ \phi _{i}=\sum _{r}c_{ri}\chi _{r}}
که {\displaystyle \ \phi _{i}} (فی) اوربیتال مولکولی، {\displaystyle \ \chi _{r}} (خی) اوربیتال اتمی و {\displaystyle \ c_{ri}} ضریب ثابتی است که نشانگر وزن هر اوربیتال اتمی در اوربیتال مولکولی است و به وسیلهٔ روش هارتری-فاک قابل محاسبه‌ست (بدین صورت که با در نظر گرفتن کمینه انرژی برای سیستم، مقدار ضریب‌ها مشخص می‌شود.)